# キム・ヘソン (ボクサー)
キム・ヘソン（朝鮮語: 김 혜성、英語: Kim Hye-song、1984年12月2日 - ）は、北朝鮮の女子アマチュアボクシング選手。世界選手権銀メダリスト。咸鏡南道出身。
2012年ロンドンオリンピックに北朝鮮代表として出場。記念すべきオリンピック女子ボクシング最初の試合となった1回戦から出場するが、ロシアの エレーナ・サヴェリエワに9-12で敗れる。
2012年7月現在、世界ランキング10位。

## 主な実績
- 2012 – 北朝鮮女子選手権 優勝 – 51 kg級
- 2011 – アジアカップ 優勝 – 54 kg級
- 2010 – 世界女子選手権 準優勝 – 54 kg級
- 2010 – アジア女子選手権 準優勝 – 54 kg級
- 2010 – 北朝鮮女子選手権 優勝 – 54 kg級